# 문화유산보존과학센터
문화유산보존과학센터(文化遺産保存科學센터, Cultural Heritage Conservation Science Center)는 문화유산의 보존처리를 수행하는 국립문화유산연구원의 소속기관이다. 2009년 4월 6일 발족하였으며, 대전광역시 유성구 문지로 132에 위치하고 있다. 센터장은 서기관·기술서기관 또는 학예연구관으로 보하되, 임기제공무원으로 보할 수 있다.

## 연혁
- 1969년 11월 5일: 문화재관리국 문화재연구실에서 문화재보존과학에 관한 사무를 관장.[2]
- 1973년 3월 9일: 문화재연구담당관실로 개편.[3]
- 1975년 4월 17일: 문화재연구소의 하부조직인 보존과학연구실로 개편.[4]
- 1995년 11월 22일: 국립문화재연구소 하부조직으로 변경.[5]
- 2005년 8월 16일: 복원기술연구실 설치.[6]
- 2006년 12월: 문화재종합병원 기공식.
- 2008년 9월: 문화재종합병원 완공.
- 2008년 12월: 문화재종합병원 준공식.
- 2009년 4월 6일: 국립문화재연구소 소속으로 문화재보존과학센터 설치.[7]

## 조직

### 센터장
- 기획운영팀
- 문화유산보존처리팀